# Meeting de Atletismo Madrid
De Meeting de Atletismo Madrid (Nederlands:Atletiekmeeting Madrid) is een internationale atletiekwedstrijd die jaarlijks wordt georganiseerd in het Moratalaz Sportcentrum in Madrid (Spanje). De wedstrijd wordt georganiseerd door de Koninklijke Spaanse atletiekbond en de gemeente Madrid.

## Geschiedenis
De eerste editie van de wedstrijd vond plaats in 1979. Deze editie was de enige die was uitgespreid over twee dagen. De wedstrijd heette toen nog Reunión Internacional "Villa de Madrid" en vond plaats in het Estadio de Vallehermoso nabij het centrum van Madrid. De tweede editie werd pas vijf jaar later georganiseerd. Sinds dat jaar vond er elk jaar een editie van de Madrileense wedstrijd plaats. De wedstrijd werd echter al wel in 1985 (de derde editie) hernoemd naar Reunión Internacional Comunidad de Madrid. In 1994 werd, nadat de drie jaren ervoor de wedstrijd in voorsteden van Madrid werden georganiseerd, het Estadio de Madrid de nieuwe thuisbasis van de wedstrijd. Zeven jaar daarna werd de wedstrijd voor de tweede keer hernoemd naar zijn huidige naam. In 2005 verhuisde de wedstrijd terug naar het Estadio de Vallehermoso, waar de Meeting de Atletismo drie keer werd georganiseerd. In 2008 verhuisde de wedstrijd naar zijn huidige locatie, het Moratalaz Sportcentrum.
De Meeting de Atletismo Madrid hoorde van 2003 tot 2005 tot de IAAF Super Grand Prix. Van 2006 tot en met 2009 was de atletiekwedstrijd een Grand Prix-wedstrijd. Vanaf 2010 behoort de wedstrijd tot de IAAF World Challenge. De Meeting de Atletismo Madrid is momenteel de grootste atletiekwedstrijd in Spanje, nadat de Meeting de Atletismo Sevilla een lange tijd hoger was ingeschaald door de IAAF. De Madrileense wedstrijd wordt de laatste jaren in de eerste helft van juli georganiseerd.

## Wereldrecords bij de Meeting de Atletismo Madrid
Tijdens de 30 edities van de Meeting de Atletismo Madrid en zijn voorlopers zijn er veertien Spaanse records verbroken. Er is eenmaal een wereldrecord verbroken, door de Russische Jelena Isinbajeva.
| Datum        | Atleet            | Onderdeel            | Prestatie | Huidig wereldrecord            |
| ------------ | ----------------- | -------------------- | --------- | ------------------------------ |
| 16 juli 2005 | Jelena Isinbajeva | polsstokhoogspringen | 4,95 m    | Nee, verbeterd op 22 juli 2005 |

## Meetingrecords
| Onderdeel            | Prestatie         | Atleet                                                      | Nationaliteit | Datum            |
| -------------------- | ----------------- | ----------------------------------------------------------- | ------------- | ---------------- |
| 100 m                | 9,87 s (+1,8 m/s) | Nesta Carter                                                | JAM           | 13 juli 2013     |
| 200 m                | 19,92 s           | Carl Lewis                                                  | USA           | 4 juni 1987      |
| 400 m                | 43,90 s           | Michael Johnson                                             | USA           | 6 september 1994 |
| 800 m                | 1.43,64           | Mbulaeni Mulaudzi                                           | RSA           | 5 juli 2008      |
| 1000 m               | 2.15,91           | Venuste Niyongabo                                           | BDI           | 6 september 1994 |
| 1500 m               | 3.33,65           | Robert Rono                                                 | KEN           | 7 juli 2001      |
| 1 Eng. mijl          | 3.55,94           | José Luis Carreira                                          | ESP           | 9 juni 1989      |
| 2000 m               | 4.54,98           | Saïd Aouita                                                 | MAR           | 4 juni 1985      |
| 3000 m               | 7.37,49           | Mushir Salem Jawher                                         | BRN           | 17 juli 2004     |
| 5000 m               | 13.53,41          | Jordi García                                                | ESP           | 29 mei 1984      |
| 110 m horden         | 12,99 s           | Colin Jackson                                               | GBR           | 6 september 1994 |
| 400 m horden         | 47,56 s           | Danny Harris                                                | USA           | 4 juni 1987      |
| 2000 m steeplechase  | 5.25,35           | Julius Korir                                                | KEN           | 20 juni 1986     |
| 3000 m steeplechase  | 8.21,94           | Wesley Kiprotich                                            | KEN           | 5 juli 2008      |
| hoogspringen         | 2,37 m            | Javier Sotomayor                                            | CUB           | 6 september 1994 |
| polsstokhoogspringen | 5,93 m            | Aleksandr Averboech                                         | ISR           | 19 juli 2003     |
| verspringen          | 8,50 m            | Godfrey Khotso Mokoena                                      | RSA           | 4 juli 2009      |
| hink-stap-springen   | 17,53 m           | Zdzislaw Hoffmann                                           | POL           | 4 juni 1985      |
| kogelstoten          | 21,79 m           | Christian Cantwell                                          | USA           | 17 juli 2006     |
| discuswerpen         | 70,67 m           | Virgilijus Alekna                                           | LTU           | 16 juli 2005     |
| kogelslingeren       | 80,85 m           | Krisztián Pars                                              | HUN           | 7 juli 2012      |
| speerwerpen          | 83,50 m           | Juha Laukkanen                                              | FIN           | 6 september 1994 |
| 5000 m snelwandelen  | 21.34,01          | Jesús Ángel García                                          | ESP           | 6 september 1994 |
| 4 x 100 m            | 38,30 s           | Marius Broening Tobias Unger Alexander Kosenkow Till Helmke | GER           | 17 juli 2004     |
| 4 x 400 m            | 3.05,34           | Cuba                                                        | CUB           | 12 juni 1992     |
| 4 x 1500 m           | 14.46,16          | Spanje                                                      | ESP           | 5 september 1997 |

| Onderdeel            | Prestatie          | Atlete                                                    | Nationaliteit | Datum            |
| -------------------- | ------------------ | --------------------------------------------------------- | ------------- | ---------------- |
| 100 m                | 10,92 s (+1,5 m/s) | Barbara Pierre                                            | USA           | 13 juli 2013     |
| 200 m                | 22,45 s            | Galina Malchugina                                         | RUS           | 3 juni 1993      |
| 400 m                | 50,33 s            | Sandra Myers                                              | ESP           | 6 september 1994 |
| 800 m                | 1.55,55            | Maria Mutola                                              | MOZ           | 19 juli 2003     |
| 1000 m               | 2.42,68            | Letitia Vriesde                                           | SUR           | 9 juni 1990      |
| 1500 m               | 4.02,89            | Suzy Favor-Hamilton                                       | USA           | 19 juli 2003     |
| 3000 m               | 8.37,68            | Isabella Ochichi                                          | KEN           | 17 juli 2004     |
| 110 m horden         | 12,52 s            | Ludmila Engquist                                          | SWE           | 12 juni 1996     |
| 400 m horden         | 53,67 s            | Sandra Glover                                             | USA           | 17 juli 2004     |
| hoogspringen         | 2,06 m             | Blanka Vlašić                                             | CRO           | 5 juli 2008      |
| polsstokhoogspringen | 4,95 m             | Jelena Isinbajeva                                         | RUS           | 16 juli 2005     |
| verspringen          | 7,23 m             | Heike Drechsler                                           | GER           | 7 juni 1991      |
| hink-stap-springen   | 15,08 m            | Inna Lasovskaya                                           | RUS           | 12 juni 1996     |
| kogelstoten          | 20,79 m            | Helena Fibingerová                                        | CZE           | 29 mei 1984      |
| discuswerpen         | 64,72 m            | Yarelis Barrios                                           | CUB           | 2 juli 2010      |
| kogelslingeren       | 75,11 m            | Martina Hrasnová                                          | SVK           | 4 juli 2009      |
| speerwerpen          | 67,87 m            | Osleidys Menéndez                                         | CUB           | 17 juli 2004     |
| 4 x 100 m            | 43,04 s            | Virgen Benavides Roxana Díaz Dainelky Pérez Mileidys Lazo | CUB           | 17 juli 2004     |
| 4 x 400 m            | 3.38,18            | Cuba                                                      | CUB           | 12 juni 1992     |

Berlijn (ISTAF) · Dakar (Meeting Grand Prix IAAF de Dakar) · Hengelo (Fanny Blankers-Koen Games) · Kingston (Jamaica International Invitational) · Madrid (Meeting de Atletismo Madrid) · Melbourne (Melbourne Track Classic) · Moskou (Moskou Challenge) · Ostrava (Golden Spike Ostrava) · Peking (Beijing World Challenge) · Ponce (Ponce Grand Prix de Atletismo) · Rabat (Meeting International Mohammed VI d'Athlétisme) · Rieti (Rieti Meeting) · Rio de Janeiro (Grande Premio Brasil Caixa de Atletismo) · Tokio (Seiko Golden Grand Prix) · Zagreb (Hanžeković Memorial)